# Крэнстон, Томас
Томас Джордж Крэнстон (англ. Thomas George Cranston, 1877 — 15 апреля 1954) — ирландский шахматист.
Чемпион Ирландии 1922 и 1931 гг.
В составе сборной Ирландии участник шахматной олимпиады 1935 г. В данном соревновании он выступал на 4-й доске. В базах есть 9 партий Крэнстона, сыгранных на олимпиаде: ничьи с К. Мадерной (Аргентина) и М. Наполитано (Италия), поражения от Л. Сабо (Венгрия), А. Дейка (США), К. Александера (Англия), К. Трейбала (Чехословакия), Э. Лундина (Швеция), В. Хазенфуса (Латвия), Ф. Гильи (Швейцария).